# Plecoptera flaviceps
Plecoptera flaviceps är en fjärilsart som beskrevs av George Francis Hampson 1902. Plecoptera flaviceps ingår i släktet Plecoptera och familjen nattflyn. Inga underarter finns listade i Catalogue of Life.